# 2025 en Espagne
Chronologie de l'Espagne
- 2021
- 2022
- 2023
- 2024
- 2025
- 2026
- 2027
- 2028
- 2029

Cet article traite des événements qui se sont produits durant l'année 2025 en Espagne.

## Événements
- 18 janvier : la chute d'un télésiège dans la station de ski d'Astún (Aragon) fait 30 blessés, dont 17 dans un état grave[1].
- 8 février : 39e cérémonie des Goyas à Grenade.
- 28 avril : une panne de courant majeure touche le pays.
- 15 juin : dernière représentation puis retrait du service du CASA C-101 Aviojet de la Patrulla Águila, dernière formation à employer cet avion[2].
- Août : de violents incendies, dans plusieurs régions, font quatre morts au total[3] ; plus de 70 000 hectares sont brûlés[4].

## Décès
- 13 avril : Mario Vargas Llosa, écrivain et lauréat du prix Nobel de littérature en 2010.
- 20 mai : Francisco de Borbón y Escasany, banquier et membre de la famille royale espagnole.